# فرودگاه توئین پاین

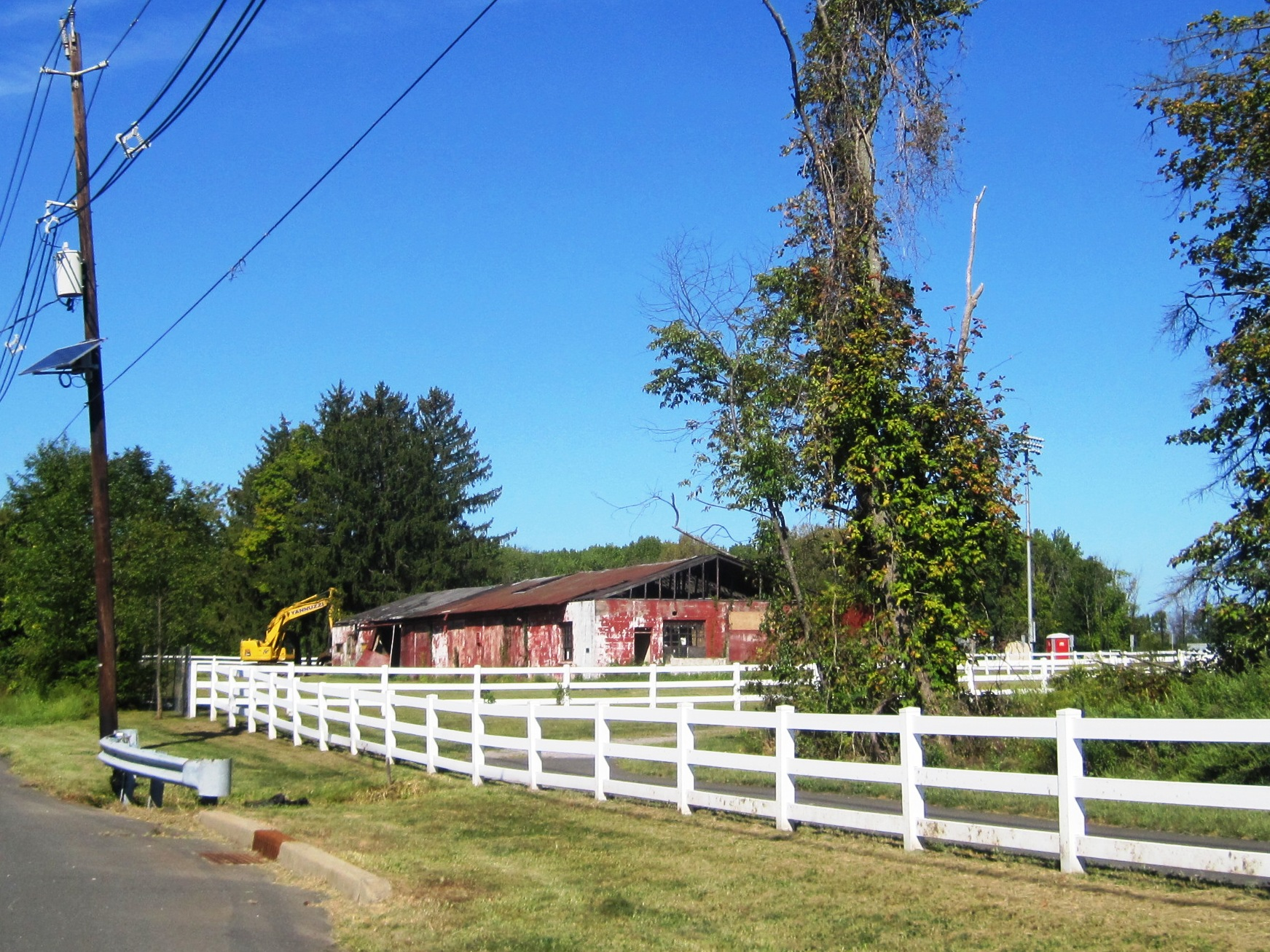
نزدیکی به محل

فرودگاه توئین پاین  (به انگلیسی: Twin Pine Airport) یک فرودگاه همگانی باربری است که یک باند فرود چمن دارد و طول باند آن ۶۷۱ متر است. این فرودگاه در کشور ایالات متحده آمریکا قرار دارد و در ارتفاع ۷۰ متری از سطح دریا واقع شده است.